# 2014년 전국소년체육대회
제43회 전국소년체육대회는 2014년 5월 24일부터 5월 27일까지 대한민국 인천광역시에서 열렸다.

## 개요
- 대회명칭 : 제43회 전국소년체육대회
- 개최기간 : 2014년 5월 24일 ~ 2014년 5월 27일
- 개최지 : 인천광역시
- 구호 : 몸도 튼튼, 마음도 튼튼, 나라도 튼튼
- 참가인원 : 12,113명
- 종별 : 초등부, 중등부
- 마스코트 : 아이로

## 종목

### 정식종목
| - 검도 - 근대3종 - 농구 - 럭비 - 레슬링 - 롤러 - 배구 - 배드민턴 - 복싱 - 볼링 | - 사격 - 사이클 - 소프트볼 - 수영 (경영, 다이빙, 수구) - 씨름 - 야구 - 양궁 - 역도 - 요트 - 유도 | - 육상 - 정구 - 조정 - 체조 - 축구 - 카누 - 탁구 - 태권도 - 테니스 - 트라이애슬론 | - 펜싱 - 하키 - 핸드볼 |

## 경기장
| 종목         | 소재지           | 경기장                       | 종별                | 세부종목 | 비고                                    |
| ------------ | ---------------- | ---------------------------- | ------------------- | -------- | --------------------------------------- |
| 검도         | 남구             | 인천고체육관                 | 전종별              |          |                                         |
| 근대3종      | 중구             | 도원수영장                   |                     | 수영     |                                         |
| 근대3종      | 서구             | 인천체고운동장               |                     | 복합     | 육상/사격                               |
| 농구         | 부평구           | 인천삼산월드체육관           | 전종별              |          | 주경기장 : 중학부 / 보조경기장 : 초등부 |
| 럭비         | 남동구           | 남동아시아드럭비경기장       | 전종별              |          |                                         |
| 레슬링       | 연수구           | 송도글로벌대학교캠퍼스체육관 | 전종별              |          |                                         |
| 롤러         | 연수구           | 시립동춘롤러경기장           | 전종별              |          |                                         |
| 배구         | 동구             | 송림체육관                   | 남자중학부          |          |                                         |
| 배구         | 남구             | 인하대체육관                 | 여자중학부          |          |                                         |
| 배구         | 남구             | 인하사대부고체육관           | 남자초등부/여자초등 |          |                                         |
| 배드민턴     | 계양구           | 계양체육관                   | 전종별              |          |                                         |
| 복싱         | 연수구           | 선학체육관                   | 전종별              |          |                                         |
| 볼링         | 연수구           | 인천이삭볼링경기장           | 전종별              |          |                                         |
| 사격         | 청주시(충청북도) | 청원사격장                   | 전종별              |          |                                         |
| 사이클       | 의정부시(경기도) | 의정부 벨로드롬              | 전종별              |          |                                         |
| 소프트볼     | 연수구           | 송도LNG제4지구야구장         | 전종별              |          |                                         |
| 수영         | 남구             | 문학박태환수영장             | 전종별              |          |                                         |
| 씨름         | 연수구           | 인천연수학생체육관           | 전종별              |          |                                         |
| 야구         | 연수구           | 송도LNG야구장A               | 중학부              |          |                                         |
| 야구         | 남동구           | 주적야구장                   | 초등부              |          |                                         |
| 양궁         | 계양구           | 계양아시아드양궁장           | 전종별              |          |                                         |
| 역도         | 남구             | 주안초등학교체육관           | 전종별              |          |                                         |
| 요트         | 중구             | 왕산해수욕장                 | 전종별              |          |                                         |
| 유도         | 계양구           | 경인교대체육관               | 전종별              |          |                                         |
| 육상         | 남구             | 문학경기장                   | 전종별              |          |                                         |
| 정구         | 서구             | 인천가좌정구장               | 전종별              |          |                                         |
| 조정         | 용인시(경기도)   | 용인조정경기장               | 전종별              |          |                                         |
| 체조         | 남동구           | 남동체육관                   | 전종별              | 기계체조 |                                         |
| 체조         | 연수구           | 인천대학교체육관             | 전종별              | 리듬체조 | 송도캠퍼스                              |
| 축구         | 남동구           | 남동근린공원 축구장          | 남자중학부          |          |                                         |
| 축구         | 강화군           | 강화공설운동장               | 남자초등부          |          |                                         |
| 축구         | 중구             | 중구국민체육센터             | 여자중학부          |          |                                         |
| 축구         | 연수구           | 송도LNG스포츠타운            | 여자초등부          |          |                                         |
| 카누         | 용인시(경기도)   | 용인조정경기장               | 전종별              |          |                                         |
| 탁구         | 남동구           | 인천문일여고체육관           | 전종별              |          |                                         |
| 태권도       | 강화군           | 강화고인돌체육관             | 전종별              |          |                                         |
| 테니스       | 부평구           | 열우물테니스장               | 전종별              |          |                                         |
| 트라이애슬론 | 연수구           | 송도센트럴파크일원           | 전종별              |          |                                         |
| 펜싱         | 서구             | 동인천여중체육관             | 전종별              |          |                                         |
| 하키         | 연수구           | 선학하키장                   | 전종별              |          |                                         |
| 핸드볼       | 남동구           | 만성중체육관                 | 중학부              |          |                                         |
| 핸드볼       | 동구             | 송현초교체육관               | 초등부              |          |                                         |